# Горња Мезија
Горња Мезија (лат. Moesia Superior) је римска провинција настала у доба Домицијана, 87. године, поделом раније успостављене провинције Мезије. Граница између Горње и Доње Мезије ишла је реком Чибрицом (на територији данашње Бугарске). Границе Горње Мезије обухватале су, грубо говорећи територију данашње Србије без Војводине и без већег дела Косова и Метохије, један мањи део северозападне Бугарске, као и северну Македонију. Западна граница Мезије вероватно није ишла Дрином, него нешто источније (Чачак је тако био у провинцији Далмацији). Након Трајанових Дачких ратова Мезија се проширила на север да би заузела територију између Дунава и доње Тисе, до реке Марош.
Горња Мезија је увек била војна, гранична провинција римског царства. Највећи римски војни логори су били у Београду (римски Сингидунум), недалеко од Пожаревца (римски Виминацијум): ту су биле стациониране две легије, кључне за одбрану дунавског лимеса.
И други градови у Горњој Мезији имали су војне логоре: Рацијарија (у данашњој Бугарској), на пример. Од градова од већег значаја у Горњој Мезији треба споменути Скупи (недалеко од данашњег Скопља), Ремесијана (данас Бела Паланка), Улпијана (данас Липљан), Акве (данас Прахово), Наисус (данас Ниш).
У време цара Хадријана ови већи градови у Горњој Мезији добили су статус муниципијума, а у то време латински језик и римска култура се проширила и у ову провинцију.
Током велике унутрашње кризе у III веку, провинција Мезија је јако страдала. Када је цар Аурелијан 270. године евакуисао прекодунавску Дакију, источни део Горње Мезије је издвојен из састава ове провинције и на том подручју је створена нова провинција, названа "Дакија Аурелијана" (лат. Dacia Aureliana), која је касније подељена на две нове провинције — Приобалну Дакију и Унутрашњу Дакију.
У време римског цара Диоклецијана (284—305) провинција Горња Мезија је раздељена на провинцију Прву Мезију (лат. Moesia Prima) на северу и провинцију Дарданију (лат. Dardania) на југу.
Једна од најзначајнијих римских грађевина на овим просторима био је Трајанов мост.